# 星空への旅立ち (コーリング・オキュパンツ)
「星空に愛を (コーリング・オキュパンツ)」（ほしぞらにあいを、Calling Occupants of Interplanetary Craft (The Recognized Anthem Of World Contact Day)）、または「星空への旅立ち (コーリング・オキュパンツ)」（ほしぞらへのたびだち））は、カナダのオルタナティヴ・ロックバンド、クラトゥの歌で、1976年に初のアルバム『クラトゥ』でリリースされた。
海賊ラジオ局であるラジオ・キャロラインでは、夜の放送時の最初に流された。
リリースの翌年に、カーペンターズが160人のミュージシャン・クルーとともに、同曲をカバーした。カーペンターズのバージョンは、イギリスとカナダのチャートではトップ10に達し、アイルランドでは1位にまで上り詰めた。

## 曲の原点
クラトゥのメンバーであり、作曲者の1人であるジョン・ウォロシャクは次のように述べている。

## チャート
| 国名           | チャート(1977)             | 最高 順位 |
| -------------- | -------------------------- | --------- |
| カナダ         | RPM 100 Singles            | 45        |
| アメリカ合衆国 | Billboard Hot 100          | 62        |
| アメリカ合衆国 | Cash Box Top 100           | 91        |
| アメリカ合衆国 | Record World Singles Chart | 100       |

## 演奏者
- ジョン・ウロシューク - リードボーカル、バックコーラス、ピアノ、オルガン、シンセサイザー、バスギター
- ディー・ロング - バックコーラス、メロトロン、シンセサイザー、エレクトリック・ギター
- テリー・ドライパー - リードボーカル、バックコーラス、ドラムス、ティンパニ、パーカッション
- テリー・ブラウン - バックコーラス

## カーペンターズ・バージョン
カーペンターズのアルバム『パッセージ』に収録されたカバー曲は、世界各国でチャート入りし、後にヒットコンピレーションアルバムのいくつかにも登場した。
歌のタイトルは、カーペンターズのバージョンでのキャッチフレーズ「ワールドコンタクトデーで認められた国歌」の上に記載されており、このカバー曲が成功したことで、カーペンターズのもとには「ワールドコンタクトデー」がいつ開催されるか尋ねる人々から多くの手紙が届いた。
最終的に、この歌はカーペンターズ出演のテレビ番組「スペースエンカウンターズ」の成功へと繋がった。
クラトゥのオリジナル版は様々な生き物の音で始まったが、カーペンターズのバージョンはラジオDJのリクエストショーから始まる。
DJは、電話の発信者を「マイク・レッジャーウッド」と聞き取り、DJがマイクに曲のリクエストを依頼すると、エイリアンの声が反応する。このDJは、長年、カーペンターズの楽曲収録で活躍したギタリストである、トニー・ペルーソが演じた。トニー・ペルーソは 、このトラックのミュージックビデオの冒頭で確認できる。
ボーカルのメロディーはB♭3からG♭5の範囲まである。
この曲のアレンジが、1977年リリースのアルバム『Top of the Pops』や『Volume 62』に収録された。
なお、カバーアートはデザイナーのアンドリュー・プロバートによって描かれた。

### チャート
| 国名           | チャート (1977)                    | 最高 順位 |
| -------------- | ---------------------------------- | --------- |
| アメリカ合衆国 | Billboard Hot 100                  | 32        |
| アメリカ合衆国 | Cash Box Top 100                   | 23        |
| アメリカ合衆国 | Billboard アダルトコンテンポラリー | 18        |
| カナダ         | RPMトップシングルス                | 9         |
| カナダ         | RPM アダルトコンテンポラリー       | 10        |
| イギリス       | UK Singles Chart                   | 9         |
| アイルランド   | Irish Singles Chart                | 1         |

### ミュージックビデオ
2種類のミュージックビデオが存在した。
- スターパレード – 1977年、ドイツのテレビ局が制作。DVD『Gold: Greatest Hits』に収録。
- スペースエンカウンターズ – 1978年。カーペンターズ出演のアメリカのテレビ特番。DVD 『Interpretations』に収録。

### 演奏者
- カレン・カーペンター – リードボーカル、バックコーラス
- リチャード・カーペンター – リードボーカル、バックコーラス、ピアノ、ハモンドオルガン、フェンダー・ローズ・エレクトリック・ピアノ、 ARP Odysseyシンセサイザー。オーケストレーション
- ジョー・オズボーン – バスギター
- トニー・ペルーソ - エレクトリック・ギター。DJ
- ロン・タット - ドラムス
- アール・ダムラー - オーボエ
- グレッグ・スミス - バックコーラス指揮
- ピーター・ナイト指揮ロサンジェルス・フィルハーモニック - オーケストラ、編曲
- その他(クレジットなし) - パーカッション